# Принцип оборотня
«При́нцип о́боротня» (англ. The Werewolf Principle) — научно-фантастический роман Клиффорда Саймака, впервые опубликованный в 1967 году издательством «Putnam». Произведение рассказывает об андроиде, созданном для освоения планет и решения проблем, связанных со столкновением с чуждым разумом. Роман получил противоречивую оценку критики.

## Сюжет
Далёкое будущее. Человечество освоило межзвёздные путешествия и контактирует с представителями внеземного разума. События романа начинаются в 2487 году. Недалеко от Антареса была обнаружена криокапсула с человеком. Личность его не была установлена. Человек не помнил своего прошлого. Он взял себе имя Эндрю Блейк, был доставлен на Землю и поселился в Соединённых Штатах, став жить, как обычный гражданин. Время от времени Эндрю преследовали странные видения образов других миров, провалы в памяти, когда он не мог вспомнить, где находился. Так, в один из подобных моментов, Эндрю оказался недалеко от дома сенатора Хортона. Он познакомился с сенатором и его дочерью Элин. Между ними возникли романтические отношения. После этого Эндрю переводят для более глубокого исследования в клинику. Герой покидает клинику и меняет свой облик на волка. Волки к тому времени давно вымерли на Земле.  
Героя находят в его новом обличье и возвращают в клинику, но он снова сбегает. Постепенно Эндрю понимает, что он андроид и в его сознании находятся три разума. Время от времени один из них берёт контроль над разумом и трансформирует тело. О Блейке начинает писать мировая пресса. Он становится предметом почитания и преследования одновременно. Блейку помогают с самоидентификацией проживающие на Земле пришельцы Брауни, напоминающие небольших животных, похожих на хорьков. Герой получает послание от человека Теодора Робертса. В результате он узнаёт тайну своей личности и причины создания. 
Примерно двести лет назад, в 2266 году, Робертс на основе своего сознания создал андроида для освоения других планет и отправил его в космос. Встретив разумное существо, андроид-оборотень поглощал и ассимилировал его разум (то, что и называлось «Принципом оборотня»). Андроид, в результате, мог превратиться в точную копию существа, но с разумом человека. По замыслу учёных, андроид должен был вернуться на Землю и дать возможность лучше изучить принципы мышления инопланетян. При помощи подобных андроидов в дальнейшем могла произойти массовая колонизация планет с любыми условиями жизни. Однако эксперимент прошёл неудачно, ассимиляция прошла не совсем по плану и внутри разума Эндрю оказалось три разума: Оборотень (с человеческим разумом), инопланетная сущность под названием «Охотник» и сущность «Мыслитель». Процесс прошёл некорректно и все три разума стали контролировать его тело. Время от времени один из разумов полностью брал верх. Охотник на родной планете имел облик, схожий с земным волком, поэтому Эндрю превращался время от времени в подобие волка. 
В этот же момент в обществе разгорается дискуссия о биоинженерии и методах колонизации других планет. Необходимо ли изменить планету, её природу под человека, или же стоит изменить самого человека и приспособить для проживания на другой планете. В результате обсуждения принято решение продолжить эксперимент, связанный с Эндрю Блейком. Выясняется, что существует второй андроид такого же типа, как и он. Элин Хортон, назвавшаяся дочерью сенатора, была на самом деле андроидом, в тело которой был помещён разум безвременно погибшей девушки. Эндрю получает космический корабль и вместе Элин отправляется изучать глубины космоса.

## Контекст
Во второй половине 1960-х годов произведения Новой волны стали преобладать на прилавках книжных магазинов. Клиффорда Саймака не относили к этому течению, и он продолжал разрабатывать темы интересные ему. Саймак, после романов «Город» и «Пересадочная станция» приобрёл значительную популярность среди читательской аудитории. В опросе лучших писателей фантастов проведенном журналом Analog писатель занял седьмое место. . Вышедшие один за другим в 1967—1968 годах романы «Принцип оборотня» и «Заповедник гоблинов» обозначили новый этап творчества писателя. В этих произведениях оказались смешаны жанры фэнтези и твёрдой научной фантастики, элементы фольклора и мистики.
Прежде всего, один из главных героев романа вервольф — излюбленный персонаж фэнтези, нередко фигурирующий и на стыке с научной фантастикой. Важную роль в сюжете играют Брауни, инопланетная раса небольших существ. Они встречаются в других произведениях (романы «Исчадия разума», «Наследие звёзд») Исследователь творчества писателя Фрэнсис Лиалл здесь проследил влияние шотландского фольклора и назвал их «хоббитами» Саймака. Брауни прибыли с созвездия Енотовая шкура (Coonskin). Подобная «местность» неоднократно встречается в других произведениях фантаста. Недалеко от Милвилла («Вся плоть — трава») находится деревня Coon Valley.
Писателю всегда был присущ широкий круг интересов и эксперименты с жанрами. Основная сюжетная линия со смешением трёх разумов достаточно необычна, однако главная тема романа «Принцип Оборотня», одна из любимых для фантаста: столкновение земного и неземного разумов. В данном случае человеческое и чужое оказалось смешано в теле и разуме андроида, созданного специально с целью колонизации обитаемых планет. Искажение человеческого сознания, под влиянием инопланетного разума можно сравнить с основной сюжетной линией романа Уэллса «Остров доктора Моро». Ставший изгоем на Земле, преследуемый, Блейк ищет свою идентичность и находит в лице Брауни, инопланетян также живущих на Земле и другого андроида Элин. Необычность сюжета в том, что читатель может оценить происходящее именно с точки зрения пришельца.
Тема романа тесно перекликается с другими работами, вышедшими в тот период времени. Как свойственно многим произведениям Саймака, столкновение с пришельцами происходит на Земле или её ближайших окрестностях. Много общего с романом «Вся плоть — трава» 1965 года. В обоих произведениях основные события происходят в провинциальной Америке, в небольшом городке. В нём также происходит столкновение с необычными инопланетянами — разумными цветами. Характерно для творчества Саймака схожее позитивное отношение инопланетян к Земле, которую не рассматривают как объект притязаний. Сюжетная линия, связанная с вечно живущим андроидом, также разрабатывалась автором в ранних рассказах 1940-х годов: «Потерянная вечность» и «Второе детство».
Действие романа протекает в далеком будущем. Писатель активно использует атрибуты фантастического будущего: полёты к звездам, роботов, биоинженерию. Значительную часть произведения занимает описание быта землян: умные дома XXV века, роботы; но они являются только антуражем, никогда не занимая важного значения в творчестве писателя. Роман затрагивает тему андроидов в необычном ключе. Блейк обладает сверхъестественными способностями (бессмертие, способность копировать другой организм). Однако главный герой, хоть и является искусственно созданным существом, но ближе к человеку, нежели роботу.

## Критика
Обозреватели и читатели отнеслись к эксперименту со смешением жанров фэнтези и научной фантастики сдержанно, некоторые высказывались о посягательстве на чистый жанр научной фантастики. Отвечая критикам, Саймак заявлял о том, что никогда не относил себя к представителям твёрдой научной фантастики. Он неоднократно высказывался о том, что научную фантастику своего времени можно рассматривать, как современную мифологию. Критик Дэвид Прингл заметил, что, как писатель, Саймак никогда особо «не доверял» технологическому началу, всегда отдавая должное духовному и мистическому.
Критики оценили роман, как экстраполяцию предыдущих работ писателя, посвящённых теме внеземного разума, их переосмысление. Лучшей частью книги критик Роберт Эвальд назвал главу, где излагается взгляд на происходящее с точки зрения инопланетянина, то, что разум — понятие одинаково важное на любой планете во Вселенной. Объединение трёх разумов даёт всем троим новые неведомые возможности

Наш дом — весь космос. Вся Вселенная. Возможно, это как раз то, подумал Блейк, что попытался объяснить ему разум Теодора Робертса. Земля, он сказал, не более, чем точка в пространстве. Это относится, конечно, и ко всем другим планетам, ко всем звёздам — они лишь разбросанные в пустоте точки концентрации вещества и энергии. Разум, сказал Теодор Робертс, не энергия, но разум. Не будь разума, всё это распыленное вещество, вся эта бурлящая энергия, вся эта пустота потеряли бы смысл. Только разум в состоянии обнять материю и энергию и вложить в них значимость.
Оригинальный текст (англ.)Intelligence…is all there is; it's the one significance. Not life alone, not matter, not energy, but intelligence. Without intelligence, all this scattered matter, all the flaming energy, all the emptiness was of no consequence because it did not have a meaning. It was only intelligence that could take the matter and the energy and make it meaningful.

— Глава 35
Питер Скайлер Миллер из журнала Analog дал противоречивую оценку. Книга нехарактерна для творчества Саймака чрезмерной жестокостью и «непасторальной» тематикой обычной для предыдущих работ. Колонизация планет, описанная в романе, могла происходить насильственным, по отношению к местным обитателям, образом. Критик выделил раскрытие темы отношений в обществе далёкого будущего, технологий и проблем, с которыми столкнётся человечество, взаимоотношения нескольких внеземных личностей внутри разума одного человека, раскрытие темы далёкого будущего в романе. Удачной стала основная сюжетная линия постепенного знакомства главного героя и, вместе с ним, читателя с обществом Земли. Критик отметил нетипичный для писателя уровень насилия в романе и дал общую оценку «неплохо, но не великолепно».